# كليفورد هاموندس
كليفورد هاموندس (بالإنجليزية: Clifford Hammonds)‏ مواليد 18 ديسمبر 1985، هو لاعب كرة سلة أمريكي بدأ مسيرته الاحترافية في سنة 2008 يلعب مع فريق ألبا برلين ويحمل الرقم 25.

## فرق لعب لها
- أسفيل باسكت
- بانفيت لكرة السلة
- ألبا برلين

## روابط خارجية
- كليفورد هاموندس على موقع الدوري الأوروبي لكرة السلة (الإنجليزية)
- كليفورد هاموندس على موقع كرة السلة الأوروبية.كوم (الإنجليزية)
- كليفورد هاموندس على موقع DraftExpress.com (الإنجليزية)
- كليفورد هاموندس على موقع كلية كرة السلة في سبورتس رفرنس.كوم (الإنجليزية)
- كليفورد هاموندس على موقع ريلجم (الإنجليزية)
- كليفورد هاموندس على موقع بروبوليرز (الإنجليزية)
- كليفورد هاموندس على موقع سبورتس رفرنس (الإنجليزية)
- كليفورد هاموندس على موقع سبورتس رفرنس (الإنجليزية)